# Platyarthrus hoffmannseggii
Platyarthrus hoffmannseggii Brandt, 1833 è un piccolo crostaceo isopode della famiglia Platyarthridae.

## Descrizione

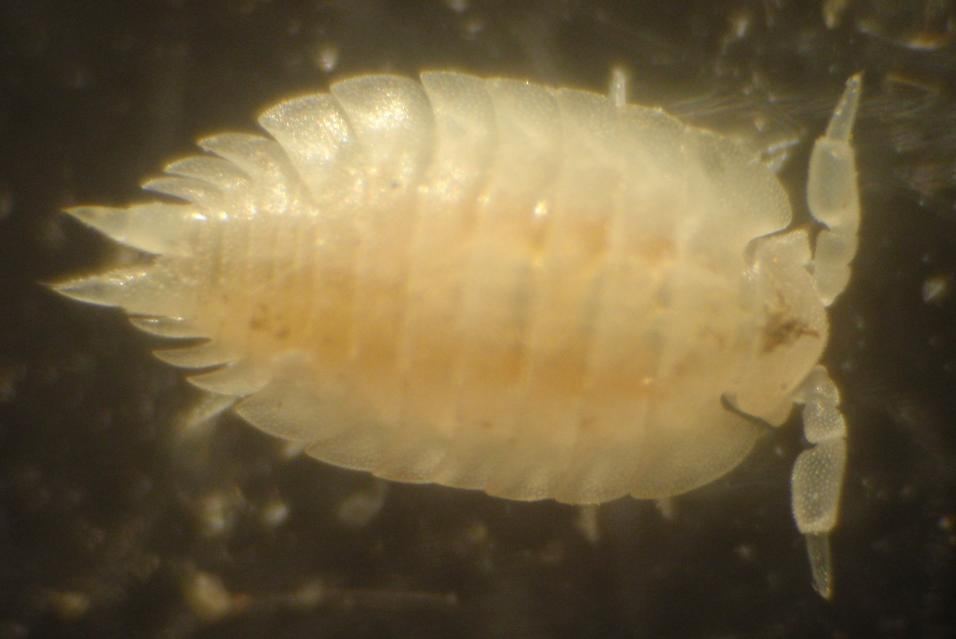
Esemplare di Platyarthrus hoffmannseggii

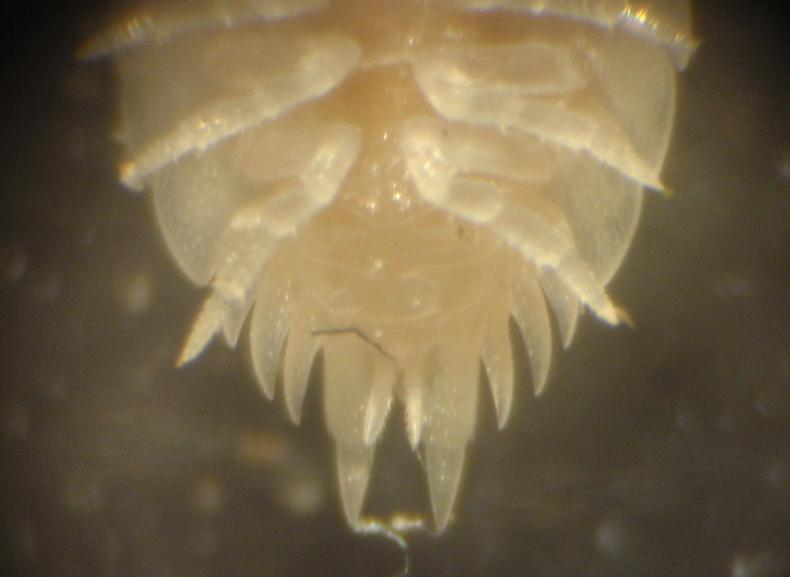
Particolare del pleotelson

Sono piccoli crostacei isopodi lunghi sino a 5 mm, completamente bianchi, privi di occhi.

La testa è triangolare; il flagello delle antenne ha due sezioni separate; le antenne sono corte e robuste;
gli uropodi sono a forma di lancia allungata.

## Biologia
Questi oniscidi mirmecofili vivono all'interno dei nidi di numerose specie di formiche appartenenti a differenti generi, sia nel suolo, che nei tronchi marcescenti. Tuttavia possono essere trovati anche al di fuori dei formicai, sotto le pietre, comunemente anche nei cunicoli delle talpe o conviventi con varie specie di coleotteri xilofagi (sono stati segnalati con Sinodendron cylindricum, Elate balteatus, Rhagium bifasciatum e Hylobius abietis).
I Platyarthrus non sono alimentati dalle formiche, ma si nutrono degli scarti e degli escrementi di queste. Sono quindi dei veri e propri spazzini dei formicai, nutrendosi dei residui organici. Questi piccoli isopodi non disdegnano occasionalmente di nutrirsi anche della melata degli afidi, in un rapporto di commensalismo con le formiche.
Quando Platyarthrus hoffmannseggi non vive con le formiche, si nutre di sostanze vegetali: piante marcescenti, muschi, epatiche, funghi e spore di piante inferiori.